# Dilemmi (programma televisivo)
Dilemmi è un programma televisivo italiano in onda tutti i lunedì, in seconda serata, dal 2 maggio 2022 su Rai 3, con la conduzione di Gianrico Carofiglio.

## Il programma
Il programma ha l'obiettivo di approfondire in ogni puntata un dilemma, ponendo al centro dell'attenzione due argomenti, in contrasto tra loro. La discussione dei temi della serata, è affidata a due ospiti che schierandosi ai lati opposti, in corrispondenza di uno dei due argomenti, attraverso le proprie affermazioni giustificate necessariamente da prove, avranno il compito di sostenere la loro tesi. La chiusura della puntata avviene attraverso un monologo legato al dilemma di puntata.

## Edizioni
| Edizione | Anno | Conduzione          | Presenza fissa                       | Periodo          | Periodo        | Puntate | Regia            |
| Edizione | Anno | Conduzione          | Presenza fissa                       | Inizio           | Fine           | Puntate | Regia            |
| -------- | ---- | ------------------- | ------------------------------------ | ---------------- | -------------- | ------- | ---------------- |
| 1ª       | 2022 | Gianrico Carofiglio | Lella Costa                          | 2 maggio 2022    | 6 giugno 2022  | 6       | Giuseppe Bianchi |
| 2ª       | 2023 | Gianrico Carofiglio | Frida Bollani Magoni                 | 27 febbraio 2023 | 3 aprile 2023  | 6       | Giuseppe Bianchi |
| 3ª       | 2024 | Gianrico Carofiglio | Paolo Fresu e Daniele Di Bonaventura | 20 maggio 2024   | 30 giugno 2024 | 6       | Giuseppe Bianchi |
| 4ª       | 2025 | Gianrico Carofiglio | Andrea Petinari                      | 15 giugno 2025   | 20 luglio 2025 | 6       | Anna Grossi      |

## Puntate e ascolti

### Prima edizione (2022)
| Puntata | Messa in onda  | Dilemma / Titolo della puntata | Ospiti                                                   | Ascolti        | Ascolti |
| Puntata | Messa in onda  | Dilemma / Titolo della puntata | Ospiti                                                   | Telespettatori | Share   |
| ------- | -------------- | ------------------------------ | -------------------------------------------------------- | -------------- | ------- |
| 1       | 2 maggio 2022  | Carnivoro o vegetariano        | Oscar Farinetti, Giulia Innocenzi                        | 800000         | 6,2%    |
| 2       | 9 maggio 2022  | Il dilemma del fine vita       | Marco Cappato, suor Anna Monia Alfieri                   | 713000         | 5,4%    |
| 3       | 16 maggio 2022 | Il dilemma della verità        | Chiara Valerio, Luca Barbareschi                         | 714000         | 5,5%    |
| 4       | 23 maggio 2022 | L'impegno                      | Walter Siti, Stefano Massini                             | 590000         | 4,9%    |
| 5       | 30 maggio 2022 | I social e la rete             | Marco Travaglio, Ester Viola                             | 839000         | 7,2%    |
| 6       | 6 giugno 2022  | Il dilemma della cannabis      | Gherardo Colombo, Fabio Cantelli Annibaldi, Renzo Rubino | 679000         | 5,8%    |
| Media   | Media          | Media                          | Media                                                    | 723000         | 5,83%   |

### Seconda edizione (2023)
| Puntata | Messa in onda    | Dilemma / Titolo della puntata                               | Ospiti                              | Ascolti        | Ascolti |
| Puntata | Messa in onda    | Dilemma / Titolo della puntata                               | Ospiti                              | Telespettatori | Share   |
| ------- | ---------------- | ------------------------------------------------------------ | ----------------------------------- | -------------- | ------- |
| 1       | 27 febbraio 2023 | Il corpo come una merce? Il sesso come qualcosa da comprare? | Giordano Bruno Guerri, Viola Ardone | 537000         | 3,83%   |
| 2       | 6 marzo 2023     | Quale maternità?                                             | Barbara Alberti, Chiara Lalli       | 553000         | 4,42%   |
| 3       | 13 marzo 2023    | Abolire il carcere?                                          | Stefano Anastasia, Armando Spataro  | 511000         | 4,13%   |
| 4       | 20 marzo 2023    | Da Peter Pan a Dostoevskij: "Cancel culture?"                | Michele Masneri, Emanuele Trevi     | 466000         | 3,86%   |
| 5       | 27 marzo 2023    | Perché le persone tradiscono?                                | Mario Desiati, Teresa Ciabatti      | 474000         | 3,46%   |
| 6       | 3 aprile 2023    | Una bellezza davvero "bella"?                                | Maura Gancitano, Giampiero Mughini  | 682000         | 5,44%   |
| Media   | Media            | Media                                                        | Media                               | 537000         | 4,19%   |

### Terza edizione (2024)
| Puntata | Messa in onda  | Dilemma / Titolo della puntata                    | Ospiti                             | Ascolti        | Ascolti |
| Puntata | Messa in onda  | Dilemma / Titolo della puntata                    | Ospiti                             | Telespettatori | Share   |
| ------- | -------------- | ------------------------------------------------- | ---------------------------------- | -------------- | ------- |
| 1       | 19 maggio 2024 | Il dilemma della desinenza                        | Vera Gheno, Emanuele Trevi         | 527000         | 4,63%   |
| 2       | 26 maggio 2024 | Limiti della scienza e l'intelligenza artificiale | Giorgio Parisi, Paolo Benanti      | N.D.           | N.D.    |
| 3       | 2 giugno 2024  | Il dilemma dell'educazione                        | Paolo Crepet, Enrico Galiano       | 752000         | 7%      |
| 4       | 16 giugno 2024 | Porgi l'altra guancia                             | Monica Maggioni, Maurizio Maggiani | 634000         | 6,05%   |
| 5       | 23 giugno 2024 | Il dilemma del merito                             | Marco Santambrogio, Viola Ardone   | 517000         | 5,3%    |
| 6       | 30 giugno 2024 | Mare o montagna?                                  | Evelina Christillin, Lidia Ravera  | 462000         | 4,97%   |
| Media   | Media          | Media                                             | Media                              | 578000         | 5,59%   |

### Quarta edizione (2025)
| Puntata | Messa in onda  | Dilemma / Titolo della puntata      | Ospiti                                   | Ascolti        | Ascolti |
| Puntata | Messa in onda  | Dilemma / Titolo della puntata      | Ospiti                                   | Telespettatori | Share   |
| ------- | -------------- | ----------------------------------- | ---------------------------------------- | -------------- | ------- |
| 1       | 15 giugno 2025 | Quali sono i limiti della protesta? | Marco Cappato, Pietro Senaldi            | 495000         | 5,5%    |
| 2       | 22 giugno 2025 | Cani e gatti                        | Sandra Petrignani, Edoardo Camurri       | 460000         | 4,7%    |
| 3       | 29 giugno 2025 | L'identità sessuale                 | Marina Terragni, Pietro Turano           | 468000         | 5,2%    |
| 4       | 6 luglio 2025  | Il capitalismo                      | Fabrizio Barca, Alberto Mingardi         | 401000         | 5%      |
| 5       | 13 luglio 2025 | Restare o partire                   | Donatella Di Pietrantonio, Paride Vitale | 312000         | 4%      |
| 6       | 20 luglio 2025 | La forma fisica                     | Rita Rusić, Pierluigi Pardo              | 356000         | 4,3%    |
| Media   | Media          | Media                               | Media                                    | 415000         | 4,78%   |

## Audience
| Edizione | Rete televisiva | Anno | Stagione          | Programmazione | Programmazione | Programmazione | Programmazione | Programmazione | Programmazione | Programmazione | Collocazione   | Telespettatori | Share |
| Edizione | Rete televisiva | Anno | Stagione          | L              | M              | M              | G              | V              | S              | D              | Collocazione   | Telespettatori | Share |
| -------- | --------------- | ---- | ----------------- | -------------- | -------------- | -------------- | -------------- | -------------- | -------------- | -------------- | -------------- | -------------- | ----- |
| 1ª       | Rai 3           | 2022 | primavera         |                |                |                |                |                |                |                | seconda serata | 723000         | 5,83% |
| 2ª       | Rai 3           | 2023 | inverno-primavera | 537000         | 4,19%          |                |                |                |                |                | seconda serata |                |       |
| 3ª       | Rai 3           | 2024 | primavera         |                |                | 578000         | 5,59%          |                |                |                | seconda serata |                |       |
| 4ª       | Rai 3           | 2025 | primavera-estate  | 415000         | 4,78%          |                |                |                |                |                | seconda serata |                |       |